# Импульсная (высокоскоростная) резка
Импульсная (высокоскоростная) резка металлов и сплавов — вид обработки материалов давлением, сущность которого заключается в использовании потенциальной энергии энергоносителя для разгона подвижных частей машины (МИР, машины импульсной резки), кинетическая энергия которых расходуется на внедрение в металл встречно движущихся с большой скоростью ножей-пластин в плоскости, перпендикулярной оси заготовки, находящейся в неподвижном состоянии или в движении.

## Преимущества
Импульсное деформирование (разделение) горячего металлического слитка благодаря кратковременности нагружения, большим энергиям цикла и высоким давлениям на поверхности заготовки наилучшим образом удовлетворяет энергетическим, технологическим и эксплуатационным требованиям, предъявляемым к выбранному методу резки.
Этот способ резки отличается быстродействием, безотходностью, а также возможностью резки горячих заготовок из высоколегированных и нержавеющих сталей и сплавов.
Использование принципа предварительного накопления энергии и кратковременного ударного её высвобождения обусловливает высокую энерговооруженность импульсного оборудования, меньшие по сравнению с другими машинами габариты и массу, то есть компактность режущего агрегата.

## История
Метод высокоскоростной (импульсной) резки разработан в 60-х гг. XX века в ХАИ (ныне — Национальный аэрокосмический университет им. Н. Е. Жуковского «Харьковский авиационный институт», Украина) под руководством проф. В. Г. Кононенко.

## Технология
Резка осуществляется двухсторонним синхронным ударом ножей, что обеспечивает разделение заготовки без смещения её оси и без отходов. Ножи осуществляют движение в плоскости, перпендикулярной оси заготовки.
При высокоскоростном разделении процесс резки осуществляется вдавливанием режущего инструмента — ножа, движущегося со значительной (до 25-30 м/с) начальной скоростью, в плоскости, перпендикулярной продольной оси разрезаемой заготовки.
В соответствии со схемой импульсной резки, нож перед резкой расположен на некотором удалении от разрезаемой горячей заготовки. Это необходимо для того, чтобы на пути разгона нож накопил требуемую кинетическую энергию для осуществления заданного деформирования металла, а также для уменьшения разогрева ножа от заготовки в интервале между резами, что увеличивает стойкость режущего инструмента. В результате метательного движения, полученного вследствие импульсного приложения энергии от привода, нож подлетает к заготовке с большой скоростью и разрезает её за сотые доли секунды. После этого нож возвращается в начальную позицию для выполнения следующего цикла резки.
Время контакта ножей с горячим металлом составляет от 0,02 до 0,1 с. Это благоприятно влияет на стойкость инструмента и не ограничивает скорость движения заготовки.
В результате исследований и промышленной эксплуатации МИР в качестве привода для разгона подвижных частей МИР принята схема теплового апериодического двигателя. Отличие такого двигателя от двигателя внутреннего сгорания — возможность осуществления единичных циклов с относительно продолжительными паузами (продолжительность которых можно задавать) между соседними циклами.
Ножи МИР представляют собой плоские или клиновидные пластины с режущей кромкой, заточенной клиноподобно с углом при вершине 80° и радиусом закругления от 0,3 до 0,5 мм. Угол между боковыми гранями ножа составляет от 20 до 26°.
Эффективная цикловая энерговооруженность теплового привода МИР — от 100 до 630 кДж. В некоторых случаях, когда необходимы бо́льшие показатели энерговооруженности (до 1-3 МДж) (при резке горячих слябовых, блюмовых сечений и др.), применяют МИР специальной конструкции.
Использование технологии непрерывного литья обусловливает необходимость отделения от полученного «бесконечного» слитка частей (заготовок) заданной мерной длины, которая оговаривается условиями дальнейшей переработки.
Высокоскоростная резка безотходна и по сравнению с остальными методами резки (газовая резка, плазменная резка, резка гидравлическими и механическими ножницами) обладает большей производительностью и рядом других достоинств. Вследствие тенденции к увеличению скорости вытягивания непрерывнолитых слитков, применение МИР в качестве режущего оборудования в МНЛЗ является достаточно перспективным.